# アンナ・ワラホフスキ
アンナ・ワラホフスキ（Anna Walachowski, 1966年10月7日 - ）は、ポーランド出身のピアノ奏者。
ジェルジョニュフの生まれ。6歳の頃からピアノを学び、ヴロツワフの音楽高校に進学。1983年に家族でドイツに移住し、ハノーファー音楽演劇大学でピアノを学んだ。1996年から妹のイネスとピアノ・デュオを結成。